# Жомартов, Азамат Нурсейитулы
Азамат Нурсейитулы Жомартов (каз. Жомартов Азамат Нұрсейітұлы; род. 19 июля 1995, Атырау) — казахстанский футболист, вратарь клуба «Жетысай».

## Карьера
Воспитанник клуба «Атырау». С 2013 года включался в заявку основного состава клуба и выступал за молодёжную команду. За основной состав в этот период так и не сыграл. За резервный состав провёл 39 матчей в первенстве дублёров и 43 матча во второй лиге. В 2019 году покинул «Атырау» и провёл сезон в клубе «Кыран», но играл только за резервный состав во второй лиге.
В 2020 году перешёл в клуб высшей лиги Кыргызстана «Каганат» (Ош). На старте сезона принял участие в одном матче, однако затем сезон был прерван из-за пандемии ковид, и футболист вернулся на родину. Во второй половине 2020 года играл в первой лиге Казахстана за «Арыс», провёл один матч, а его клуб стал серебряным призёром турнира. 
В 2021 году играл в Кыргызстане за «Алай», финишировавший на четвёртом месте, провёл 13 матчей в высшей лиге. В начале 2022 года вернулся в «Атырау».

## Статистика
| Клуб              | Сезон             | Лига | Лига | Кубки | Кубки | Еврокубки | Еврокубки | Итого | Итого |
| Клуб              | Сезон             | Игры | Голы | Игры  | Голы  | Игры      | Голы      | Игры  | Голы  |
| ----------------- | ----------------- | ---- | ---- | ----- | ----- | --------- | --------- | ----- | ----- |
| Атырау            | 2013              | 0    | 0    | —     | —     | —         | —         | 0     | 0     |
| Атырау            | 2014              | —    | —    | —     | —     | —         | —         | —     | —     |
| Атырау            | 2015              | 0    | 0    | —     | —     | —         | —         | 0     | 0     |
| Атырау            | 2016              | 0    | 0    | 0     | 0     | —         | —         | 0     | 0     |
| Атырау            | 2017              | 0    | 0    | 0     | 0     | —         | —         | 0     | 0     |
| Атырау            | 2018              | 0    | 0    | —     | —     | —         | —         | 0     | 0     |
| Атырау            | Итого             | 0    | 0    | 0     | 0     | —         | —         | 0     | 0     |
| → Атырау М        | 2016              | 19   | -34  | —     | —     | —         | —         | 19    | -34   |
| → Атырау М        | 2017              | 10   | -10  | —     | —     | —         | —         | 10    | -10   |
| → Атырау М        | 2018              | 14   | -31  | —     | —     | —         | —         | 14    | -31   |
| → Атырау М        | Итого             | 43   | -75  | —     | —     | —         | —         | 43    | -75   |
| Кыран             | 2019              | 0    | 0    | —     | —     | —         | —         | 0     | 0     |
| Кыран             | Итого             | 0    | 0    | —     | —     | —         | —         | 0     | 0     |
| → Кыран М         | 2019              | 6    | -8   | —     | —     | —         | —         | 6     | -8    |
| → Кыран М         | Итого             | 6    | -8   | —     | —     | —         | —         | 6     | -8    |
| Каганат           | 2020              | 1    | 0    | —     | —     | —         | —         | 1     | 0     |
| Каганат           | Итого             | 1    | 0    | —     | —     | —         | —         | 1     | 0     |
| Арыс              | 2020              | 1    | -2   | —     | —     | —         | —         | 1     | -2    |
| Арыс              | Итого             | 1    | -2   | —     | —     | —         | —         | 1     | -2    |
| Алай              | 2021              | 13   | -12  | 2     | -4    | —         | —         | 15    | -16   |
| Алай              | Итого             | 13   | -12  | 2     | -4    | —         | —         | 15    | -16   |
| Атырау            | 2022              | 1    | -5   | 0     | 0     | —         | —         | 1     | -5    |
| Атырау            | Итого             | 1    | -5   | 0     | 0     | —         | —         | 1     | -5    |
| Всего за «Атырау» | Всего за «Атырау» | 1    | -5   | 0     | 0     | —         | —         | 1     | -5    |
| Арыс              | 2023              | 4    | -7   | —     | —     | —         | —         | 4     | -7    |
| Арыс              | Итого             | 4    | -7   | —     | —     | —         | —         | 4     | -7    |
| Ордабасы          | 2024              | 3    | -2   | 1     | 0     | 0         | 0         | 4     | -2    |
| Ордабасы          | Итого             | 3    | -2   | 1     | 0     | 0         | 0         | 4     | -2    |
| Всего за карьеру  | Всего за карьеру  | 72   | -111 | 3     | -4    | 0         | 0         | 75    | -115  |